# كأس الأمم الإفريقية 1963
كأس الأمم الإفريقية لكرة القدم 1963 كانت النسخة الرابعة من البطولة الأولى لكرة القدم في إفريقيا. استضافت غانا المسابقة وفازت باللقب من أول مشاركة لها. شهدت البطولة تغيير شكل المنافسة من مرحلة إخراج المغلوب فقط إلى مجموعتين من ثلاثة فرق، حيث تبارى بطلي المجموعتين على النهائي فيما خاض صاحبا المركز الثاني مباراة المركز الثالث. جرت المباراة الختامية في العاصمة أكرا يوم 1 ديسمبر وانتهت بفوز لأصحاب الأرض على السودان بنتيجة 3–0.
هذه البطولة، والبطولة التي قبلها، هما الوحيدتان من بين بطولات كأس الأمم الإفريقية اللتان يتجاوز متوسط عدد الأهداف للمبارة 4 أهداف.

## المنتخبات المتأهلة
| - إثيوبيا (حامل اللقب) - غانا (المستضيف) - نيجيريا | - السودان - تونس - الجمهورية العربية المتحدة |

## الأماكن
| أكرا              | أكرا كوماسي مواقع أماكن كأس أمم أفريقيا 1963 | كوماسي              |
| ملعب أكرا الرياضي | أكرا كوماسي مواقع أماكن كأس أمم أفريقيا 1963 | ملعب كوماسي الرياضي |
| السعة: 40,000     | أكرا كوماسي مواقع أماكن كأس أمم أفريقيا 1963 | السعة: 40,500       |
|                   | أكرا كوماسي مواقع أماكن كأس أمم أفريقيا 1963 |                     |

## مرحلة المجموعات

### المجموعة الأولى
| فريق    | لعب | ف | ت | خ | له | عليه | ف.أ | نقاط |
| ------- | --- | - | - | - | -- | ---- | --- | ---- |
| غانا    | 2   | 1 | 1 | 0 | 3  | 1    | 2+  | 3    |
| إثيوبيا | 2   | 1 | 0 | 1 | 4  | 4    | 0   | 2    |
| تونس    | 2   | 0 | 1 | 1 | 3  | 5    | 2−  | 1    |

| غانا    | 1–1 | تونس        |
| ------- | --- | ----------- |
| مفوم 9' |     | الجديدي 36' |

| غانا | 2–0 | إثيوبيا |
| ---- | --- | ------- |
| أكوا |     |         |

| إثيوبيا               | 4–2 | تونس              |
| --------------------- | --- | ----------------- |
| ووركو · تكله · تسفايه |     | الشتالي · الجديدي |

### المجموعة الثانية
| فريق                      | لعب | ف | ت | خ | له | عليه | ف.أ | نقاط |
| ------------------------- | --- | - | - | - | -- | ---- | --- | ---- |
| السودان                   | 2   | 1 | 1 | 0 | 6  | 2    | 4+  | 3    |
| الجمهورية العربية المتحدة | 2   | 1 | 1 | 0 | 8  | 5    | 3+  | 3    |
| نيجيريا                   | 2   | 0 | 0 | 2 | 3  | 10   | 7−  | 0    |

| الجمهورية العربية المتحدة                 | 6–3 | نيجيريا                           |
| ----------------------------------------- | --- | --------------------------------- |
| رضا 30'، 32'، 82' · الشاذلي 42'، 44'، 81' |     | أوكيبه 78' · باسي 82' · أونيا 89' |

| الجمهورية العربية المتحدة | 2–2 | السودان        |
| ------------------------- | --- | -------------- |
| الشاذلي 5' · رضا 7'       |     | جاكسا 60'، 75' |

| السودان                | 4–0 | نيجيريا |
| ---------------------- | --- | ------- |
| جاكسا · الكوارتي · وزة |     |         |

## مرحلة خروج المغلوب

### مباراة المركز الثالث
| الجمهورية العربية المتحدة | 3–0 | إثيوبيا |
| ------------------------- | --- | ------- |
| الشاذلي 6' 9' · يعقوب 56' |     |         |

### النهائي
| غانا                                 | 3–0 | السودان |
| ------------------------------------ | --- | ------- |
| آغري-فين 62' (ركلة.) · أكوا 72'، 82' |     |         |

## الفائز
| بطل كأس الأمم الأفريقية لكرة القدم 1963 |
| --------------------------------------- |
| · غانا · للمرة أول                      |

## الهدافين
6 أهداف
- حسن الشاذلي

4 أهداف
| - رضا | - جاكسا | - إدوارد أكوا |

هدفين
- محمد صالح الجديدي

هدف واحد
| - غيرما تكله - غيرما تسفايه - منغستو ووركو - عبد المجيد الشتالي | - طه إسماعيل - إبراهيم يحيى الكوارتي - وزة - إدوارد آغري-فين | - ويلبرفورس مفوم - باسي - أوكيبه - أونيا |

## روابط خارجية
- تفاصيل على RSSSF